# Arangina
Arangina es un género de arañas araneomorfas de la familia Dictynidae. Se encuentra en Nueva Zelanda.

## Lista de especies
Según The World Spider Catalog 12.0:
- Arangina cornigera (Dalmas, 1917)
- Arangina pluva Forster, 1970

## Publication originale
- Lehtinen, 1967: Classification of the cribellate spiders and some allied families, with notes on the evolution of the suborder Araneomorpha. Annales Zoologici Fennici, vol. 4, pp. 199-468.